# Wes Brown
Wesley Michael »Wes« Brown, angleški nogometaš, * 13. oktober 1979, Longsight, Manchester, Anglija, Združeno kraljestvo.
Brown je bil dolgoletni nogometaš Manchester Uniteda, igral je tudi za Sunderland, Blackburn Rovers in Kerala Blasters.